# Brachymeria kraussi
Brachymeria kraussi är en stekelart som först beskrevs av T.C. Narendran och Varghese 1989.  Brachymeria kraussi ingår i släktet Brachymeria och familjen bredlårsteklar. Inga underarter finns listade.